# Бромлі (боро)
Бро́млі (англ. London Borough of Bromley) — боро на південному сході Лондона.

## Географія
Боро межує з Саутерком, Луїшемом, Гринвічем і Бекслі на півночі та з Кройдоном на сході.

## Персоналії
- Герберт Веллс (1866-1946) — англійський письменник.

## Райони
- Аперфілд
- Бекенгем
- Біклі
- Біккін Гілл
- Бромлі
- Бромлі Коммон
- Годдінгтон
- Грін-Стріт-Грін
- Геєс
- Даун
- Даунгем
- Західний Вікгем
- Елмерс-Енд
- Елмсстед
- Енерлі
- Іден Парк
- Кадгем
- Кестон
- Коні Голл
- Крофтон
- Крістал Пелес
- Лівз Грін
- Локсботтом
- Лонглендз
- Мейпоул
- Моттінгем (частина)
- Орпінгтон
- Парк Ленглі
- Пендж
- Петтс Вуд
- Плейстоу
- Преттс Боттом
- Раклсі (частина)
- Саутборо
- Санбридж
- Сайденгем
- Сент-Мері Крей
- Сент-Полс Крей
- Фарнборо
- Челсфілд
- Чизлгерст
- Чизлгерст Коммон
- Шортлендз